# Rostislav Hertl
Rostislav Hertl (* 4. července 1971) je bývalý český fotbalista, záložník. Po skončení aktivní kariéry působí jako trenér.

## Fotbalová kariéra
V české lize hrál za FK Viktoria Žižkov. Nastoupil ve 36 ligových utkáních. Gól v lize nedal. V nižších soutěžích hrál i za FK Chmel Blšany, FK Pelikán Děčín, FK Atlantic Slovan Pardubice a SK Rakovník.

## Ligová bilance
| Ročník                          | Zápasy | Góly | Klub                         |
| ------------------------------- | ------ | ---- | ---------------------------- |
| 2. česká fotbalová liga 1993/94 | -      | 0    | FK Chmel Blšany              |
| Česká fotbalová liga 1997/98    | -      | 6    | FK Pelikán Děčín             |
| Gambrinus liga 1998/99          | 23     | 0    | FK Viktoria Žižkov           |
| Gambrinus liga 1999/00          | 13     | 0    | FK Viktoria Žižkov           |
| 2. česká fotbalová liga 2000/01 | 12     | 1    | FK Atlantic Slovan Pardubice |
| CELKEM 1. liga ČR               | 36     | 0    |                              |